# アムステルダム大学出版局
アムステルダム大学出版局（アムステルダムだいがくしゅっぱんきょく、Amsterdam University Press、AUP）は、1992年にオランダのアムステルダム大学によって設立された大学出版局。